# Villenkolonie

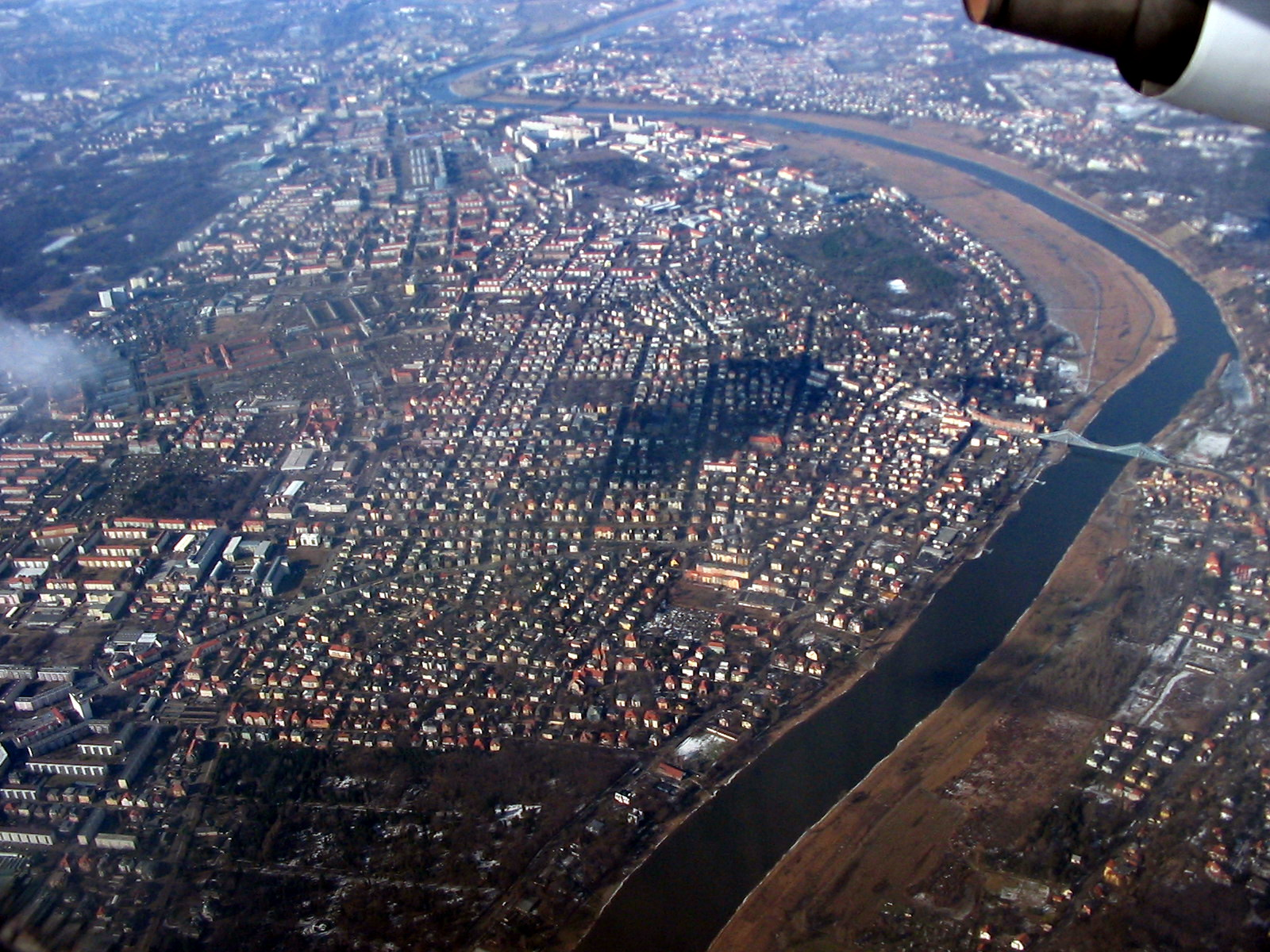
Luftaufnahme von Blasewitz und Striesen in Dresden

Eine Villenkolonie, auch als Villenquartier oder Villenviertel bezeichnet, ist Teil einer Stadt mit mehreren Villen in einem begrenzten Gebiet.

## Entstehungsgeschichte
Ab Mitte des 19. Jahrhunderts entstanden in Deutschland für das wohlhabende Bürgertum eigens angelegte Wohnviertel, die ausschließlich oder überwiegend mit freistehenden Einfamilienhäusern bebaut wurden. Dabei durfte die architektonische Gestaltungsfreiheit zur Entfaltung kommen. Ein- oder zweigeschossige Einfamilienhäuser eigneten sich nicht als unmittelbare Nachbarbebauung von vier- oder fünfgeschossigen Mehrfamilienwohnhäusern in der Innenstadt. Straßen legte man hier alleeartig an und berücksichtigte im Bebauungsplan Vorgärten. Bürgerliche Wohnformen variierten von der großbürgerlichen Villa über die Villenkolonie bis zum Einfamilienreihenhaus.
Mit zunehmendem Wohlstand weiter Kreise des Bürgertums in den Gründerjahren stieg die Nachfrage nach repräsentativem Wohnraum im 19. Jahrhundert rapide an. Städtebaukonzepte griffen diese Nachfrage auf und setzten sie um. Dem Drang folgend, den oft überfüllten und ungesunden Innenstädten zu entkommen, wurden ab Mitte des Jahrhunderts am Rande deutscher (und österreichischer) Großstädte großzügige Gartenstädte mit Villenbebauung angelegt. Weil diese Stadtteile vollständig neu angelegt wurden und außerhalb der geschlossenen Stadtbesiedlung lagen, setzte sich in Analogie zur überseeischen Kolonisierung rasch der Begriff ‚Villenkolonie‘ durch (möglicherweise angelehnt an ‚Schrebergartenkolonie‘).

## Entwicklungsformen
Herausragende Beispiele sind die Gründungen in Dresden, die Kolonie Marienthal in Hamburg-Wandsbek und die Berliner Villenkolonien Lichterfelde-West (ab 1860), Westend (ab 1866) und Grunewald (ab 1880). Die aufwändigsten der geschlossenen Villensiedlungen der Gründerjahre (exemplarisch Lichterfelde-West) sind komplexe Anlagen mit architektonisch geplantem Straßenmuster, Alleen mit – durch Grünstreifen getrennten – Fahr- und Gehwegen sowie eine Vielzahl von formal angelegten Plätzen. Teilweise wurden auch Bahnhöfe, Beleuchtung und/oder technische Einrichtungen den architektonischen Konzepten angepasst. Die Baustile der Villen zeigen oftmals den Einfallsreichtum wilhelminischen Bauens. Dabei wurden ohne Scheu verschiedenste Baustile nebeneinander platziert oder kombiniert. Charakteristisch sind daneben ausgedehnte Gärten (oft mit Remisengebäuden und Wirtschaftsgebäuden) und mit Brunnen, Tempeln und Ähnlichem geschmückt, die in aller Regel aber wesentlich kleiner als bei klassischen – singulär in die Landschaft gebauten – Villen gebaut wurden.
Die Gestaltungen wurden im 19. Jahrhundert teilweise bereits durch Ortsgestaltungssatzungen vorgeschrieben oder sogar durch Ortsgesetze festgeschrieben, die auf Basis der Flurkarten die künftige gewünschte Entwicklung und Erschließung festlegten.
Spätere Villensiedlungen dagegen, ab etwa 1890 (z. B. Berlin-Dahlem, oder vor den Toren Berlins für die Führungskräfte von Siemens die Villenkolonie Neu-Finkenkrug (ab 1893), die Villenkolonie Falkenhain (ab 1898) oder ab 1907 Wilhelmshorst) verzichten in aller Regel auf komplexe und repräsentative Gesamtanlagen zugunsten eines „natürlichen“ Erscheinungsbildes als in Wälder eingebettete Gartenstädte.
Wegen ihrer aufgelockerten Bauweise haben viele Villenkolonien die durch die alliierten Bombardierungen ausgelösten Flächenbrände (siehe auch Feuersturm) vergleichsweise gut überstanden. Häufig wurden die großen Häuser in der Nachkriegszeit in Wohnungen aufgeteilt oder Gärten aufgrund der Wohnungsnot bebaut. Bis in die 1980er Jahre hinein wurden gründerzeitliche Villen zugunsten von Neubauten im Zeitgeschmack abgerissen. Inzwischen stehen herausragende Beispiele von Ensembles alter Villen unter Ensembleschutz.

## Weitere wichtige erhaltene Villenkolonien
Villensiedlungen des 19. Jahrhunderts
- Aumühle Sachsenwald-Hofriede
- Berlin-Lichterfelde West (Villenkolonie Lichterfelde West)
- Berlin-Wannsee (Colonie Alsen)
- Dresden-Blasewitz, Weißer Hirsch (siehe auch Dresdner Villen)
- Eisenach Südviertel
- Haan Musikantenviertel
- Hamburg-Marienthal
- Villenkolonie Köln-Marienburg
- München: Villenkolonie Gern, Villenkolonie Neuwittelsbach, Villenkolonie Neu-Pasing I, Villenkolonie Neu-Pasing II und Villenkolonie Prinz-Ludwigs-Höhe
- Radebeul Oberlößnitz und Niederlößnitz
- Wuppertal Briller Viertel
- Wien-Währing Cottageviertel
- Kühlshausen, Kaiser-Wilhelm-Straße in Hannover-Kirchrode[5]

Villensiedlungen nach 1900
- Berlin-Dahlem
- Berlin-Nikolassee
- Darmstadt-Eberstadt
- Villenkolonie Buchschlag
- Kleinmachnow
- Schulensee (Ortsteil von Molfsee bei Kiel)
- Gartenstadt Meererbusch
- München: die Villenkolonie Menterschwaige, Villenkolonie Schlosspark Laim, Villenkolonie Prinz-Ludwigs-Höhe und Villenkolonie Solln
- Nürnberg-Erlenstegen[6][7]
- Potsdam Neubabelsberg
- Wilhelmshorst (bei Potsdam)[8]
- Würmtal (bei München): die Villenkolonien Gräfelfing, Planegg, Gauting